# Пападопулос, Георгиос
Гео́ргиос Пападо́пулос (греч. Γεώργιος Παπαδόπουλος; 5 мая 1919, село Элеохори, Западная Греция, Греция — 27 июня 1999, Афины, Греция) — греческий государственный и военный деятель. Глава хунты «чёрных полковников», которая правила в Греции в 1967—1974 годах.

## Биография
Родился в семье учителя. Отец — Христос Пападопулос, был близким другом Георгиоса Папандреу, мать — Хрисула Пападопулу. Имел двух младших братьев — Константиноса и Харалампиоса.
В 1940 году окончил Военную кадетскую школу, в апреле 1941 года поступил на строительный факультет Политехнического университета, но в связи с началом Второй мировой войны образование не завершил. Участник войны, сражался против итальянских и немецких войск в артиллерийских соединениях в звании лейтенанта. После оккупации Греции работал на антикоммунистическую организацию, которая сотрудничала с немецкими оккупационными властями, в частности, боролась против созданной коммунистами Народно-освободительной армии Греции (ЭЛАС). В начале 1944 года с помощью британской разведки он покинул страну и отправился в Каир, где находилось греческое правительство в изгнании. После освобождения Греции он участвовал в создании правой военизированной организации IDEA.
В 1946 году Пападопулос получил звание капитана, принимал участие в Гражданской войне (1946—1949). С 1947 по 1949 годы участвовал в борьбе против коммунистической «Демократической армии» на севере страны. Был отмечен рядом военных наград, в том числе военным крестом.
Занимал должность военного судьи в Афинах. 19 октября 1951 года участвовал как один из судей в процессе над Никосом Белояннисом и его товарищами.
С 1959 по 1964 год являлся главным контактным лицом между Национальной разведывательной службой (ΕΥΠ) и резидентом ЦРУ в Греции Джоном Фатси.
В 1956 году участвовал в неудачной попытке государственного переворота против короля Павла. В 1958 году был одним из инициаторов создания военного регулятивного органа при генерале Гогоусе, который впоследствии подготовил успешный государственный переворот 21 апреля 1967 года.
Через год после назначения в 1963 году Георгиоса Папандреу на должность премьер-министра карьера Пападопулоса оказалась под угрозой, он был отозван из министерства обороны и направлен в артиллерийское подразделение в Западной Фракии. В июне 1965 года сенсационно арестовал двух солдат и восемь придерживавшихся левых взглядов гражданских лиц по обвинению в саботаже (добавление сахара в горючее для танков). Десять обвиняемых были задержаны и подвергнуты пыткам, но впоследствии выяснилось, что это была его собственная провокация. В 1967 году ему было присвоено звание полковника.
Был одним из организаторов государственного переворота 21 апреля 1967 года, приведшего к установлению военной диктатуры, известной как режим «чёрных полковников». С декабря того же года — премьер-министр и министр национальной обороны Греции, некоторое время был министром образования, с 1970 по 1973 год — одновременно министр иностранных дел. В 1972 году сменил Георгиоса Дзойтакиса на посту регента: в это время Греция формально оставалась монархией, несмотря на то, что король Константин бежал из страны вскоре после переворота.
В 1968 году пытался добиться казни одного из крупных лидеров сопротивления диктатуре Александроса Панагулиса, который был арестован в связи с организацией покушения на Пападопулоса и дважды приговорён к смертной казни. Приговор не был приведён в исполнение, и оппозиционер оставался в тюрьме ещё пять лет. Репрессивная политика привела к полной изоляции Греции и резкой критике Пападопулоса за рубежом. 12 декабря 1969 года Греция вышла из Совета Европы.
В мае 1973 года было выявлено существование обширного заговора на флоте, что привело к отмене монархии и провозглашению в июне 1973 года по итогам специально назначенного референдума Пападуполоса президентом Греции, в результате чего он утратил поддержку среди своих прежних соратников по хунте. В 1973 году начал проводить непоследовательную либерализацию. Военное положение было отменено, цензура прессы частично отменена, а политзаключённые освобождены. Начался процесс перехода к президентской демократии. Политическим партиям (кроме коммунистической) было разрешено участие в выборах.
Во время Войны Судного дня в октябре 1973 года диктаторское правительство отказалось разрешить американцам использовать аэропорт Крита для снабжения израильских войск, что вызвало неблагоприятное отношение Государственного секретаря США Генри Киссинджера.
25 ноября 1973 года после студенческих выступлений был свергнут консервативно настроенным генералом Димитриосом Иоаннидисом, который возглавил хунту. Сначала был помещён под домашний арест, а затем жил на роскошной вилле, принадлежавшей олигарху Аристотелю Онассису.
После свержения хунты в 1974 году в соответствии с Конституционным законом от 3 октября того же года в ряду других видных деятелей режима был обвинён в государственной измене. Был привлечён к суду и приговорён к смертной казни, которая была заменена Константиносом Караманлисом на пожизненное заключение. Содержался в афинской тюрьме «Коридало́».
В 1984 году, находясь в тюрьме, попытался вернуться в политику, став неформальным лидером партии Национальный политический союз, однако эта попытка не увенчалась успехом.
В 1992 году правоцентристское правительство Константиноса Мицотакиса решило его освободить, однако президент Константинос Караманлис использовал своё право вето.

## Коррупционные скандалы
В период нахождения Пападопулоса у власти в стране сформировалась система взяточничества и фаворитизма. После его осуждения последовали различные расследования скандалов с незаконным обогащением. Они выявили, что сам диктатор приобрёл три объекта недвижимости: роскошную 5-комнатную квартиру в Новой Смирне, роскошный 5-комнатный отдельно стоящий дом в Афинах на улице Цумеркон и 5-комнатную отдельно стоящую квартиру в Афинах, всё это имущество было переписано на детей и не было конфисковано.
В 1976 году его жена, Деспина Пападопулу, была оправдана по обвинению в мошенничестве с отмыванием денег. Суд признал, что мошенничество было совершено, но оправдал Пападопулу на том основании, что она проявила деятельное раскаяние, вернув всю незаконную заработную плату (около 750 000 драхм) на стадии предварительного следствия.

## Неподтверждённые слухи о взаимодействии с ЦРУ
Контакты с представителями ЦРУ начались с 1950-х годов, когда он участвовал в совместных операциях на греко-болгарской границе. В 1963 году он служил связующим звеном с ЦРУ и Национальной разведывательной службой (ΕΥΠ). Также звучали утверждения, что по окончании Второй мировой войны он отправился в Америку для обучения разведке и стал агентом ЦРУ. По словам американского журналиста Дэвида Биндера, Пападопулос был агентом ЦРУ и получил в 1952 году за это денежное вознаграждение. На официальных слушаниях в Сенате США ЦРУ отрицало, что Пападопулос когда-либо был его агентом, и утверждало, что любые их отношения были в контексте постоянного сотрудничества (начиная с гражданской войны в Греции). На том же слушании в Сенате директор ЦРУ заявил, что Пападопулос никогда не обучался в системе ЦРУ в Соединенных Штатах.

## Личная жизнь
Первым браком был женат на Ники Василиади (двое детей). Долгое время жил отдельно от своей жены, но из-за ограничительного греческого закона о разводе он не мог получить его без согласия супруги. Чтобы разрешить эту ситуацию, он в конце 1970 года издал в качестве главы правительства специальный закон о разводе, который позволял ему расторгнуть брак. Во втором браке (жена Деспина Гаспари) родился третий ребёнок.